# Teletusa
Segons la mitologia grega, Teletusa (en grec antic: Τελέθουσα) va ser una dona de Creta casada amb Ligdos.
El seu marit li va dir que si donava a llum una nena la mataria. Però quan el fill estava a punt de néixer Teletusa va tenir una visió en somnis, on Isis, i altres déus egipcis (Anubis, Bubastis, Apis, Harpocrates i Osiris), li deien que no obeís les ordres del seu marit. Teletusa, per aquesta visió, va criar la seva filla Ifis com si fos un nen per evitar la ira de Ligdos. Més tard, Isis la va transformar en home perquè es casés amb el seu veritable amor, la donzella Iante.